# Apuani
I Liguri apuani o semplicemente Apuani erano una popolazione dell'Italia preromana.
Si trattava di una confederazione di tribù liguri che vivevano in parte dell'Appennino ligure e tosco-emiliano e sulle Alpi Apuane, estendendosi dalla valle del Vara (SP), fino alla media valle del Serchio (LU). Confinavano ad ovest con i Tigulli e i Sengauni (Golfo della Spezia - Carpione), a nord con gli Ilvati, a est con i Friniati, a sud con gli Etruschi, avendo ad ovest la costa tirrenica (da Anzo di Framura (SP) fino a Camaiore - Stiava). Centro e capitale della confederazione era la mitica Apua, forse da identificare con l'odierna Pontremoli.
Tale territorio coincideva grosso modo con le attuali province italiane di La Spezia (limitatamente alla Val di Magra), Massa Carrara e gran parte di quella di Lucca.
Da rilevare che anticamente la pianura di costa tra l'attuale Sarzana e il Lago di Massaciuccoli era occupata da estese zone paludose note come Fossae Papirianae che lambivano la parte pedemontana delle Alpi Apuane.

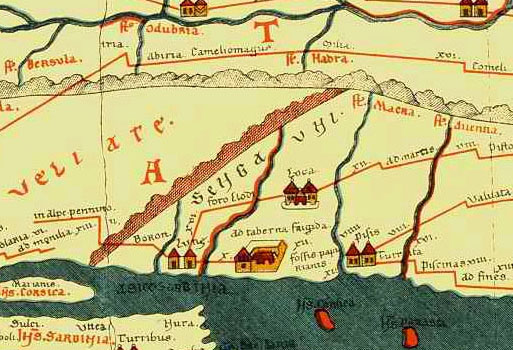
Tabula Peutingeriana: Pars IV - Segmentum IV; Rappresentazione delle zone Apuane con le colonie di Pisa, Lucca, Luni, Boron (La Spezia) ed il nome "Sengauni" ; il tratto Pisa Luni non è ancora collegato

## Storia
Il territorio degli Apuani mostra segni di forte omogeneità culturale a partire dall'età del Rame, epoca in cui nelle valli di Vara e Magra e almeno nell'alta Lunigiana vengono prodotte le statue stele.
Tuttavia è nell'età del Bronzo finale in cui giunge a compimento il processo di formazione delle etnie dell'Italia preromana, tra cui anche quella dei Liguri. In quel periodo ci sono forti differenze nella cultura materiale e nell'uso del suolo tra l'altro area ligure (che giunge fino a Lunigiana, Versilia e Garfagnana) e quella "mediotirrenica" (dalla Piana di Lucca e dal Pisano fino al Tevere), quest'ultima area che possiamo già definire etrusca.
All'interno dell'area ligure si nota, già nel Bronzo finale, una forte coesione interna all'area apuana, dalla Val di Vara alla Garfagnana ed alla Versilia, e qualche elemento di differenziazione ad esempio col Tigullio.
A partire dalla prima età del Ferro, dalla fine dell'VIII sec. a.C., la Liguria orientale subisce un forte processo di acculturazione etrusca, tanto che tra VI e V secolo a.C. tra Genova e la Versilia non si distinguono, archeologicamente, gli insediamenti liguri "etruschizzati" (come quelli in area Apuana, nel Tigullio o nel Frignano) da quelli dei "coloni" etruschi (es. Genova). 
Nella tarda età del ferro i Liguri si riappropriano di una propria autonomia culturale e danno vita alle confederazioni che conosciamo per le epoche delle guerre contro Roma.
Gli Apuani vivevano in prevalenza di pastorizia e agricoltura, restando per lo più arroccati fra i loro monti, diffidando di contatti col mare, salvo spingersi verso taluni approdi costieri per commerciare con Etruschi e forse Greci.
Tracce di tali commerci sono state trovate nelle zone Apuane (vasellame, stoviglie, suppellettili, armi) e sono conservate nei musei della zona. Probabilmente gli Apuani, come del resto gli altri Liguri tutti cedevano prodotti della loro attività (ovini, formaggi, legname) in cambio di strumenti utili alla vita quotidiana del tempo.
Una forma particolare di commercio e di introiti era costituito dal mercenariato: come attestano le fonti greche e romane, da epoche assai antiche i Liguri prestavano servizio come mercenari negli eserciti del Mediterraneo occidentale. L'arruolamento avveniva per contingenti (ovviamente non per singoli soldati), in quanto era indispensabile disporre di unità ben affiatate. Secoli di esperienze belliche nelle guerre tra Greci d'Occidente, Etruschi, Punici, Galli, fornirono ai Liguri ed ai Liguri Apuani in particolare capacità belliche tali da tenere in scacco gli eserciti romani per diversi decenni.
Archeologicamente i ritrovamenti tipici della Liguria Apuana consistono in siti d'altura (i cosiddetti "castellari", spesso siti atti alla difesa ma anche funzionali al pascolo) frequentati nel Bronzo finale e nella seconda età del Ferro in cui coesistono ceramiche di produzione locale ed altre di importazione. Frequenti sono anche le sepolture dette "a cassetta": incinerazioni contenute in urne ceramiche di produzione locale con corredo ceramico e metallico, il tutto contenuto in pozzetti rettangolari rivestiti di lastre di pietra.
Le tombe maschili contenevano armi come lance, spade di tipo celtico, elmi di tipo etrusco-italico o celtico, quelle femminili contenevano strumenti di lavori femminili come le fuseruole (sorta di ciambelle in pietra o ceramica funzionali alla filatura della lana) o ornamenti come le borchie coniche in bronzo che arricchivano cinture e/o vesti muliebri.
Tipiche produzioni dei Liguri Apuani erano poi fibule in bronzo del tipo a foglia d'olivo (utilizzate per affibbiare vesti, mantelli ecc. e presenti sia in tombe maschili che in tombe femminili) e vasi in ceramica fine decorati a fasce dipinte in rosso-arancio o marrone.
Notizie storiche su zone e popolazioni Apuane si hanno da Diodoro Siculo, Tito Livio, Strabone. Antiche fonti Romane descrivevano i Liguri Apuani come un popolo dotato di fierezza, sobrietà, robustezza e resistenza alla fatica.
Già dal III secolo a.C. i Liguri Apuani e i Liguri Sengauni si opposero all'espansionismo romano e, nel corso della Seconda guerra punica, furono neutrali.
I Romani già nella loro prima espansione verso il Nord peninsulare si erano già posizionati nella piazzaforte etrusca di Pisa (periodo 200 a.C. circa), prima che diventasse una vera e propria colonia, consolidando la viabilità consolare tra Roma e Pisa (Via Aurelia). Più a Nord fondarono la colonia di Piacenza (218 a.C.). Questo disegno strategico tuttavia si rivelava di difficile realizzazione a causa della difficoltà nel collegare via terra il percorso viario tra Pisa (centro importante di ammassamento truppe) e la Liguria di Ponente (Massalia, odierna Marsiglia). Le difficoltà erano rappresentate dalla conformazione orografica della costa ligure e dalla permanenza in zona delle tribù Liguri (dagli Apuani, ai Sengauni, agli Igauni, agli Intemelii ecc.), che si opponevano all'espansione romana.
Dopo la definitiva sconfitta di Annibale i Liguri Apuani presero essi stessi l'iniziativa contro i Romani e, nel 193 a.C., organizzarono un grande attacco alla base militare etrusco-romana di Pisa, spingendosi fino al fiume Arno. Iniziò così un lungo periodo di guerra contro le legioni romane.
Nel 186 a.C. i Liguri Apuani e i Liguri Sengauni inflissero una grave sconfitta al console Quinto Marcio Filippo, ed alle sue legioni, dopo averle attirate nelle strette gole della zona (Carpione sopra Lerici). Furono uccisi non meno di 4.000 legionari ed il luogo del disastro fu successivamente chiamato "Saltus Marcius", forse l'attuale località di Marciaso (che deriverebbe da Martii Caesio), forse le strette gole sopra Seravezza, nel territorio del comune di Stazzema (cfr Saltus Marcius di Lorenzo Marcuccetti), oppure sopra Lerici (Canale del Marzio). L'autore, peraltro, ha individuato tra Pontestazzemese e Cardoso un colle ancora oggi denominato "Colle Marcio", con un probabile riferimento al "saltus Marcius" (salto nel senso di dislivello e Marcius dal nome del console romano), nome che secondo Tito Livio avrebbe preso la località a seguito della battaglia.
I successi dei Liguri Apuani, però, furono di breve durata: tra il 180 a.C. ed il 179 a.C. gli Apuani furono sopraffatti e in parte furono deportati nel Sannio (Macchia di Circello), in due scaglioni ed anni successivi composti, se vogliamo dar credito alle cifre trionfalistiche di Tito Livio, di 40.000 e 7.000 individui.
Gli Apuani deportati (dopo un periodo di secoli in cui furono definiti Liguri Bebiani) si integrarono con le popolazioni dei Sanniti che di lì a poco avrebbero ricominciato ad impensierire i Romani come protagonisti della Guerra sociale, fino alla sconfitta per mano di Silla nella guerra civile tra Mario e Silla nell'82 a.C.
Nonostante la breve durata dei loro successi gli Apuani, uomini e donne, furono ricordati a lungo come valenti guerrieri dai romani e alcuni storici romani li descrivevano così: "Le donne combattono come gli uomini, spietate e feroci come fiere" e ancora, con riferimento alla sconfitta romana del 186 a.C., "si stancarono prima gli Apui di inseguire, che i romani di fuggire".
Negli stessi anni i Romani fondarono gli avamposti militari di Lucca e di Luni (trasformati di lì a breve in colonie) nel 177 a.C.
Non tutti gli Apuani furono deportati. Alcune comunità sopravvissero ancora nel territorio montano, tanto che ancora nel 155 a.C. (ben 25 anni dopo le grandi deportazioni che evidentemente non furono risolutive) gli Apuani sono a capo di una coalizione di Liguri (Apuani Sengauni Tigulii) sconfitta dalle legioni del console Marcello in una guerra che non deve essere stata secondaria. Infatti il console ebbe l'onore del trionfo e i cittadini romani di Luni ringraziarono il generale romano dedicandogli una colonna rituale che celebrava la vittoria sui Liguri (la stele è stata rinvenuta da scavi archeologici nell'area di Luni). Il Borgo di Montemarcello, sul Promontorio del Golfo della Spezia, terra del Liguri Sengauni ,  prende il nome dal Console romano
Una vicenda per certi versi analoga, fu quella degli Statielli (gli antichi Liguri della odierna Acqui Terme e del Sassello). Racconta Tito Livio che gli Statielli, poco dopo i fatti degli Apuani, avevano subìto ed accettato un'alleanza con i Romani. Taluni consoli però, infrangendo il patto di alleanza attaccarono gli Statielli, li fecero prigionieri e li estromisero dal loro territorio. 
In questo caso il Senato Romano però, venuto a conoscenza dei fatti e temendo che il brutale episodio del tradimento dei patti avrebbe potuto screditare proprio l'autorità del Senato presso gli alleati, applicando il principio “pacta servanda sunt” (trad. “bisogna rispettare i patti”), deliberò di reintegrare gli Statielli nel loro territorio. È pur vero comunque che talune porzioni di territorio che interessavano ai Romani non furono restituite e gli Statielli non vennero reinsediati nel loro territorio originale, ma “un po' più in là", tuttavia è altresì vero che il Senato Romano aveva voluto ristabilire un principio che era alla base dei rapporti internazionali: "pacta servanda sunt".

### Archeologia e storia
- "L'età del Ferro in Lunigiana" - Romolo Formentini, a cura di, La Spezia 1975
- "Lucca preistorica" - Paolo Mencacci, Michelangelo Zecchini, Lucca 1976
- A.C.Ambrosi, Appunti sui Liguri Bebiani e Corneliani, Annali del Museo Civico della Spezia, vol.1, 1977-1978
- "Museo Archeologico Verisliese Bruno Antonucci, Pietrasanta" - AA.VV., Pietrasanta 1995
- "Massa. Storia degli insediamenti" - Maria Grazia Armanini, Massa 1995
- "La Spezia. Il Museo del Castello di San Giorgio" - AA.VV., La Spezia 1995
- "Il Museo del Territorio dell'Alta Valle Aulella" - AA.VV., Aulla 1995
- "Guerrieri dell'età del Ferro in Lunigiana" - AA.VV., La Spezia 2001
- "Ligures celeberrimi", atti del convegno, Bordighera 2004.
- "I Liguri. Un antico popolo tra Alpi e Mediterraneo" - AA.VV., Milano 2004 (per l'area Apuana saggi di R. Maggi, A. Del Lucchese, P. Perazzi, A. Maggiani, A. Durante, E. Paribeni, G. Ciampoltrini, P. Notini).
- "Ancora sui Liguri. Un antico popolo tra Alpi e mediterraneo" - AA. VV., Genova 2007
- "La Fanciulla di Vagli. Il sepolcreto ligure Apuano della Murata a Vagli Sopra" - G. Ciampoltrini, P. Notini, Lucca 2012
- "Ligures Apuani. Lunigiana storica, Garfagnana e Versilia prima dei Romani - Michele Armanini, Padova 2015, ISBN 978-88-6292-579-2.

### Autori moderni
- I liguri (etnogenesi di un popolo) – Renato Del Ponte – editore ECIG; Genova
- Seme di Luna (la “quarta” Guerra Punica) – Valter Bay – Luna editore; La Spezia
- Saltus Marcius (la sconfitta di Roma contro la nazione ligure apuana) – Lorenzo Marcuccetti – Petrartedizioni; Pietrasanta
- La lingua dimenticata - Lorenzo Marcuccetti - Luna editore; La Spezia
- Sanniti,Liguri e Romani - John Patterson - Comune di Circello; Benevento
- "I Liguri e la Liguria" - Bianca Maria Giannattasio - editore Longanesi;
- "I Liguri dimenticati" - Enrico Alderotti - editore De Ferrari (GE);

### Autori antichi
- Diodoro Siculo
- Tito Livio
- Strabone

### Cartografia
- Tabula Peutingeriana